# 글로벌 데이터 동기화 네트워크
글로벌 데이터 동기화 네트워크(Global Data Synchronization Network, 약칭 GDSN)는 글로벌 네트워크 상에서 표준화된 상품 데이터 동기화를 실현시키기 위하여 국제 표준기구인 GS1의 인증을 받은 각 국가의 Data Pool과 Global Registry(GR)가 인터넷을 기반으로 연결되어, 세계 각 국의 유통업체 및 공급업체들이 상품 정보, 유통 정보를 조회하고 거래할 수 있도록 만든 인터넷 정보 체계이다.
대한민국에서는 한국전자거래협회의 "Korea Data Pool"이 국내 유일의 글로벌 표준 GDSN Data Pool로서 국내외 유통업체와 공급업체간의 상품정보 표준화 및 데이터 동기화 서비스를 지원하고 있다.